# История Белгорода

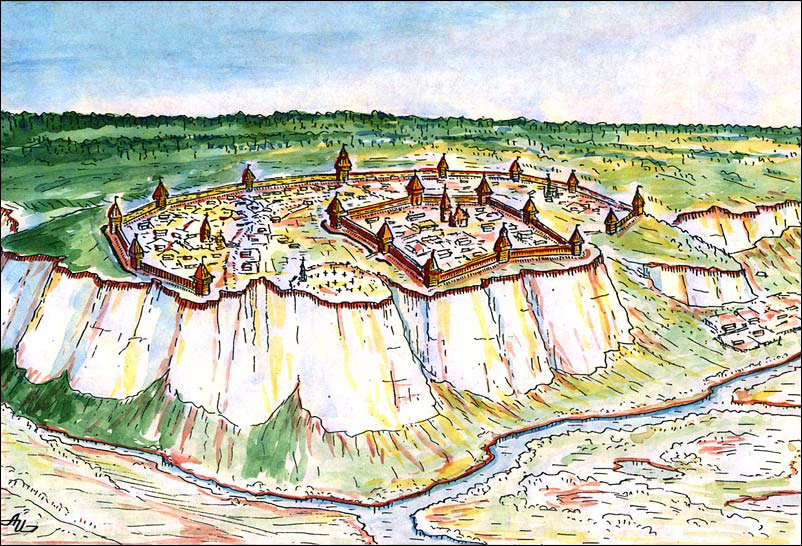
Белгородская крепость в XVII веке

История Белгорода — исторический период, относящийся к территории современного города и укладывающийся во временные рамки с XVII века до н. э. до нынешних дней.

## Споры об основании
Белгород возник на Северском городище, расположенном на меловой горе вблизи впадения реки Везелицы в Северский Донец. По результатам исследований П. И. Засурцева и А. В. Никитина напластования городища, предшествовавшего Белгородской крепости, были отнесены к роменской археологической культуре, присущей летописным северянам. Современные учёные (в частности, А. Г. Дьяченко и Г. Е. Свистун) считают данную атрибуцию ошибочной: обнаруженные археологами фрагменты лепной керамики относятся к бронзовому веку (культуры многоваликовой керамики и бондарихинская) и раннему Средневековью (салтово-маяцкая культура). Таким образом, выяснено, что первоначальное заселение места будущей крепости произошло примерно в XVII—XV веках до н. э. Крепость, известная впоследствии как Северское городище, была возведена в период господства в регионе Хазарского каганата (с середины VIII по начало X века). Помимо ряда находок, об этом свидетельствуют материал и планировка крепостных сооружений.
Начиная с трудов географа Ж.-Н. Делиля, в литературе XVIII столетия было распространено мнение об основании Белгорода вблизи древней хазарской крепости Саркел. Сторонниками этой точки зрения выступали естествоиспытатель В. Ф. Зуев, историки В. Н. Татищев и А. И. Мусин-Пушкин. В начале XIX века историк Н. М. Карамзин выступил против гипотезы о тождестве Саркела с Белгородом: «...ученый Делиль вообразил, что Саркел есть нынешний Белгород в Курской губернии, и что Константин (Багрянородный) назвал Танаисом не Дон, а Донец. Баер, д’Анвиль и другие поверили ему; но сие мнение кажется несправедливым...». Мнимую связь Саркела с Белгородом подверг критике и современник Карамзина А. Х. Лерберг. Современные историки также не поддерживают эту версию.
В 1995 году городские власти отметили 1000-летний юбилей Белгорода, основываясь на публикациях краеведа Ю. Н. Шмелёва. Тот вслед за историками XVIII века отождествил Белгород с хазарской Белой Вежей. При этом на нынешний областной центр Шмелёв переносил характеристики одноимённого древнего города — Белгорода-Киевского (вплоть до утверждений, что именно здесь была заложена первая на Руси церковь). В подтверждение существования домонгольского Белгорода на Северском Донце приводилось письмо академика Б. А. Рыбакова первому секретарю Белгородского горкома КПСС В. И. Путивцеву. В местных изданиях конца 1990-х годов (к примеру, в справочнике «Белгородская область. Административно-территориальное деление» и «Белгородской энциклопедии») датой основания Белгорода назывался 993 год (с оговоркой, что «научное изучение истории Белгорода X—XV вв. до настоящего времени не осуществлено»).

## XVI век
В конце 1593 года царь Фёдор Иоаннович повелел для защиты от постоянных набегов крымских татар строить новые города-крепости на всех путях татарских от Донца до берегов Оки и заселить их людьми ратными стрельцами и казаками.

Лета 7105-го [1596] года сентября в 1 день послал государь на поле на Донец, на Северское городище в Белогорье, Белагорода ставити воевод князя Михаила Васильевича Ноздреватово да князя Ондрея Романовича Болконскова. И они, пришед на Донец, Белгород поставили, да с ними были головы стрелецкие Иван Лодыженский да Третьяк Якушкин.

И по государеву цареву и великого князя Федора Иоанновича всеа Русии указу те воеводы и головы поставили… на Донце на Северском Белгород… тое же осени.— Разрядная книга 1475–1598 гг.
Так появились современные Белгород, Оскол, Валуйки и другие города. Белгородская крепость была построена к осени 1596 года. Строителями её были воеводы князья Михаил Ноздреватый и Андрей Волконский. Располагался Белгород на мысе Белой (меловой) горы, на правом берегу Северского Донца, омывающий город с востока. С юго-запада от крепости протекал ручей Ячнев (Ясенев) Колодезь.
Эта крепость была сожжена литовскими войсками под предводительством лубенского урядника князя Семёна Лыко летом 1612 года. Новая Белгородская крепость была сооружена осенью того же 1612 года на левой стороне Северского Донца. Крепость располагалась на территории нынешнего «Старого города» — района Белгорода.

## XVII век
В начале XVII века во время Смуты, вызванной появлением самозванцев, Белгород несколько раз то покорялся законной власти, то переходил на сторону мятежников, подчинялся полякам, и каждая из этих перемен не обходилась без тяжёлых последствий для города. В 1612 году крепость была взята, разграблена и сожжена польско-литовской армией. Чтобы улучшить защиту и водоснабжение крепости, московское правительство решило восстановить её на новом месте — на левом низком берегу Северского Донца. Ещё долго и после избрания на царский престол Михаила Фёдоровича Романова окрестности Белгорода разорялись литовцами и разными «воровскими шайками».

Схема похода Я. Острянина на Волуйку и Белгород

В июне 1633 года на южную русскую границу напало 5000 человек запорожского войска полковника Якова Острянина. Казаки осадили Белгород. Противнику удалось захватить острог, но 22 июля 1633 года при штурме города черкасы понесли тяжелые потери в 400 человек убитых, после чего вынуждены были отступить. Защитниками Разуменских ворот была совершенна неожиданная для противника вылазка отряда под командованием стрелецкого и казачьего головы В. Хитрого, численностью 214 человек: 24 станичных головы, 86 дворян и полковых детей боярских, 28 станичных детей боярских, 9 стрельцов, 63 донских и два верстанных казака, стрелецкий сотник и подьячий съезжей избы П. Степанов. Белгородцы разрушили установленные под стенами крепости туры, щиты, приметы, лестницы и уничтожили 78 казаков, одного из противников взяли в плен, а остальных обратили в бегство. Повторная осада в следующем году ещё большим отрядом под началом того же Острянина также не увенчалась успехом, хоть и привела к сожжению большого острога.
В связи со строительством оборонительных сооружений Белгородской черты в 1646 году было принято решение о переносе крепости к Карповскому валу на правый берег Северского Донца у реки Везеницы (Везелица или Везёлка) — это район центральной части нынешнего Белгорода. Инициатива переноса крепости принадлежала воеводе и боярину князю Н. И. Одоевскому.

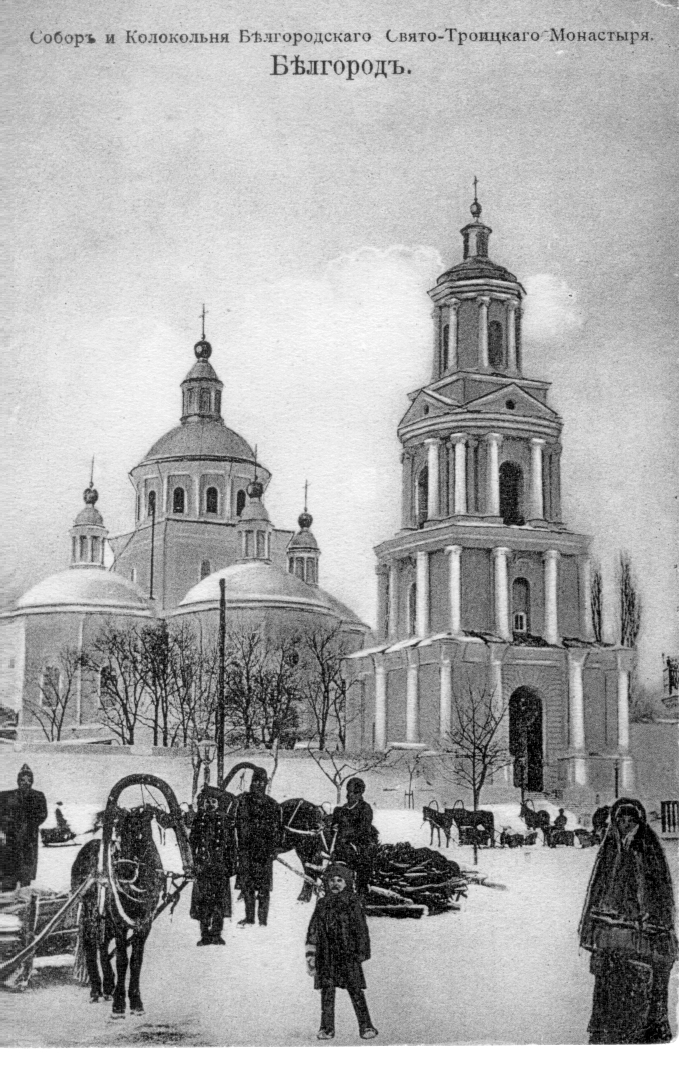
Вид на Свято-Троицкий собор города (построен до 1707, не сохранился)

С 1658 года Белгород становится главным городом Белгородской черты — 800-километровой оборонительной линии, защищавшей Русское царство от набегов крымских татар. В этом же году формируется Белгородский полк — крупное постоянное военное соединение, включавшее в себя все вооружённые силы на Белгородской черте и подчинявшееся Белгородскому воеводе. Главным воеводой Белгородского полка был назначен князь, боярин Григорий Григорьевич Ромодановский.
В это же время Белгород стал и центром духовного управления. Епископская кафедра в нём, учреждённая в 1666 году, существовала до 1833 года под именем Белгородской и Обоянской. Белгородские епископы до времен Петра I носили титул митрополитов.
Белгородский полк прославился в сражениях с татарами, в войне с Польшей, в Азовских походах Петра I. Многократно полк получал благодарственное слово от царей Алексея Михайловича и Петра I.
Во времена царствования царя Алексея Михайловича в Белгороде упоминается Белгородская десятня.
Формирование Белгородского полка повлекло за собой образование крупного военно-административного округа — Белгородского разряда, который просуществовал до начала XVIII века.

## XVIII век
В начале XVIII века, после присоединения к России Новороссийского края и строительства Украинской оборонительной линии, стратегическое значение Белгорода значительно уменьшилось. Вскоре после завоевания Крыма, в 1785 году, поскольку угроза набегов крымских татар отпала и город стал далеко расположен от границ России, был исключён из числа действующих крепостей.
C 20 октября (ст.ст.) 1721 года по 1 сентября (ст.ст.) 1917 года в составе Российской империи.
18 (29) декабря 1708 при разделении России на восемь губерний Белгород стал центром Белгородской провинции Киевской губернии.
С первой половины XVIII века Белгород становится крупным промышленным и культурным центром. В 1722 году были открыты школа при Архиерейском доме, затем — первое высшее училище и ряд славяно-латинских школ.
С 1 (12) марта 1727 года до 23 мая (3 июня) 1779 года город был центром Белгородской губернии, в которую входили такие города, как Орёл и Харьков (последний — только до 1765 года и только в гражданском управлении, так как сам являлся административным центром Слободских полков). Первым губернатором Белгородской губернии стал представитель старинного рода князь Юрий Юрьевич Трубецкой. Должность губернатора занимал три года.
После упразднения губернии Белгород становится уездным городом Курского наместничества, с 1796 Курской губернии.
В ходе ликвидации последствий пожара 1766 года Белгород был восстановлен по регулярной планировке. План застройки 1768 года предписывал ставить в центре только каменные здания. На окраинах разрешалось возводить деревянные дома, но обязательно на каменном фундаменте. До начала XIX века в городе возвышались земляные валы бастионов третьего кремля.
В 1790 году в городе открыта духовная семинария.

## XIX век

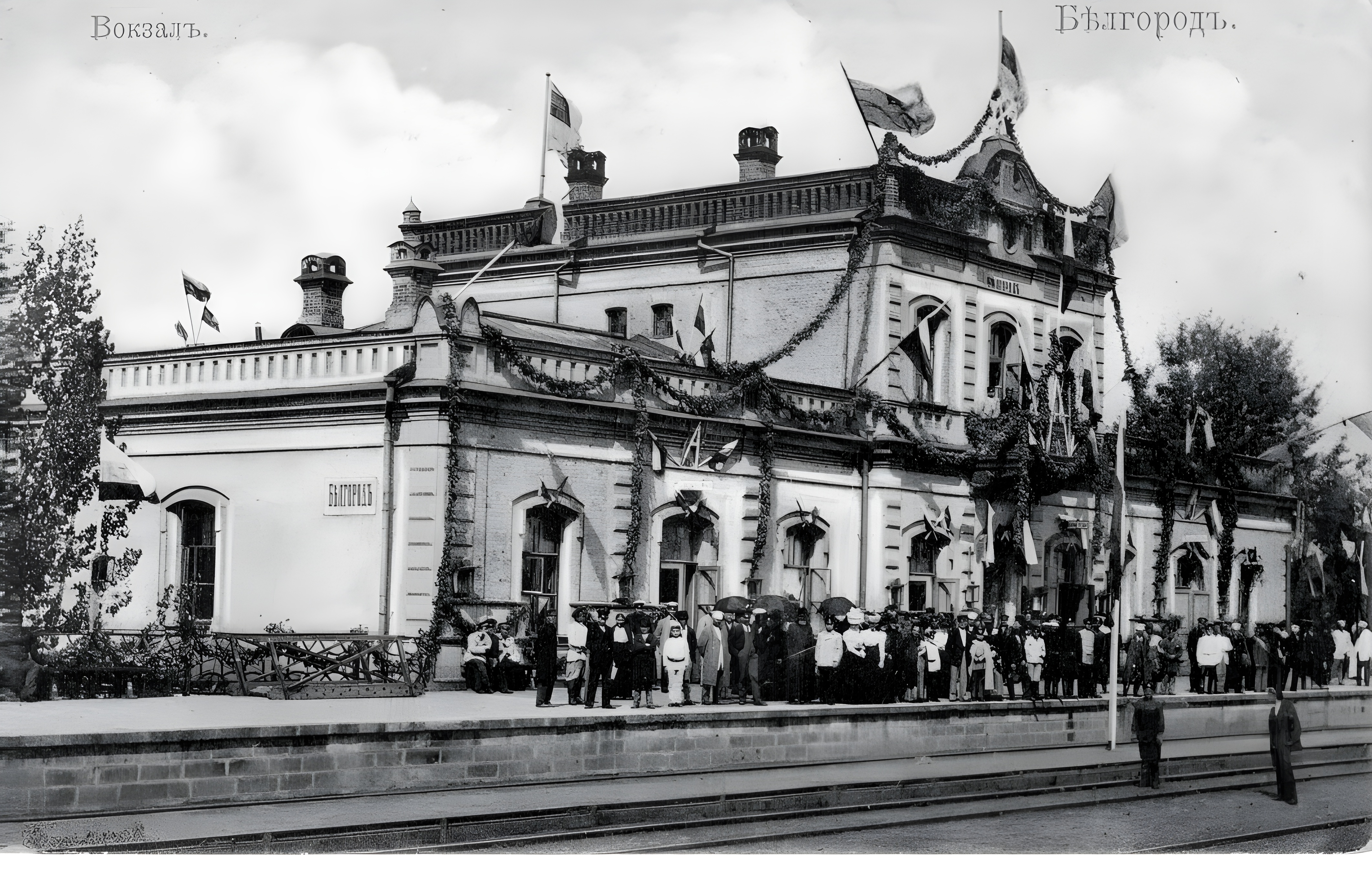
Вид на железнодорожный вокзал Белгорода

В XIX веке основная промышленность — добыча мела, шерстомойни, переработка воска. Очень славились Белгородские свечи. До середины XIX века Белгород был одним из главных центров торговли салом и напитками, содержащими алкоголь (так называемая «горилка»).
В 1869 году через Белгород прошла Курско–Харьковско–Азовская железная дорога.
В 1871 году был проведен первый водопровод и устроено водоснабжение населения из артезианской скважины.
Согласно ЭСБЕ в конце XIX века в городе были 15 церквей и 2 собора, мужской и женский монастыри, мужская классическая гимназия, женская 8-классная гимназия, учительский институт, учительская семинария, духовное начальное училище, уездное и приходское училище.
Заводов же всего — 41:
- салотопенных — 7,
- мыловаренных — 3,
- кожевенных — 7,
- восково-свечных — 2,
- сально-свечных — 2,
- кирпичных — 6,
- кафельных — 4,
- известковых — 4,
- гончарных — 6.

Близ Белгорода добывался мел высокого качества, часть которого обжигалась на известь, часть мололась и отправлялась в Москву и Харьков. Велась торговля сельскохозяйственными животными, зерном, салом, кожами, воском, мануфактурными изделиями. Были развиты пчеловодство, бахчеводство и огородничество. Белгород славился многочисленными фруктовыми садами.

## XX век

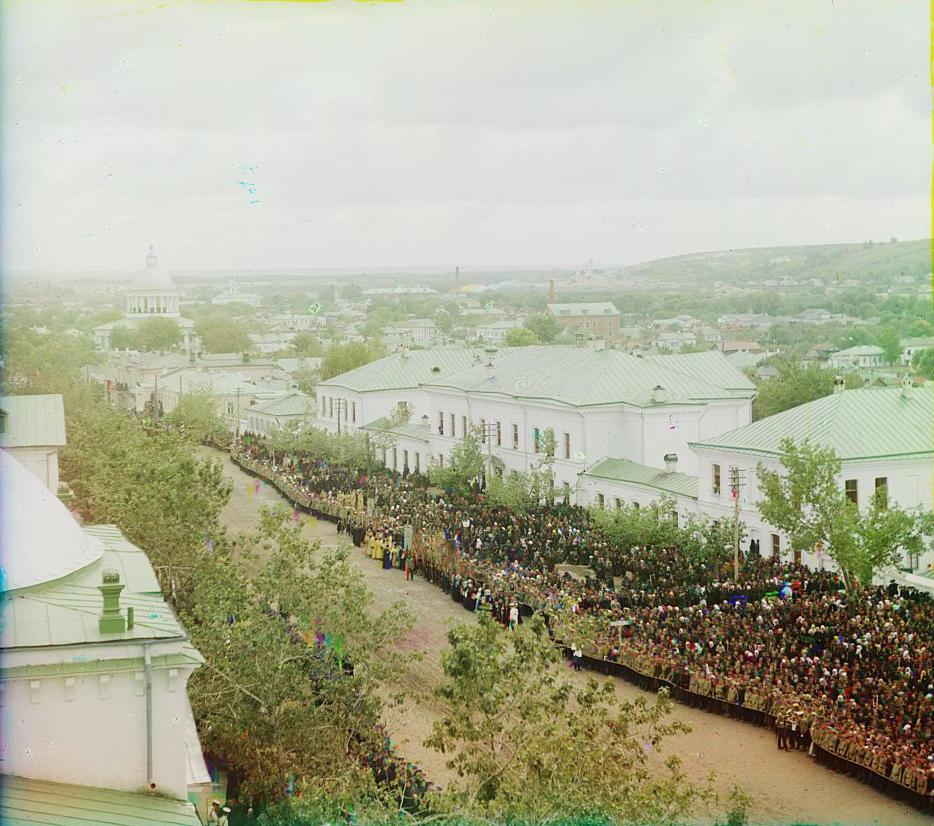
Вид с колокольни Троицкого собора (одноимённого мужского монастыря) на Соборную площадь Белгорода во время торжеств прославления Святителя Иоасафа Белгородского 4 сентября 1911 года

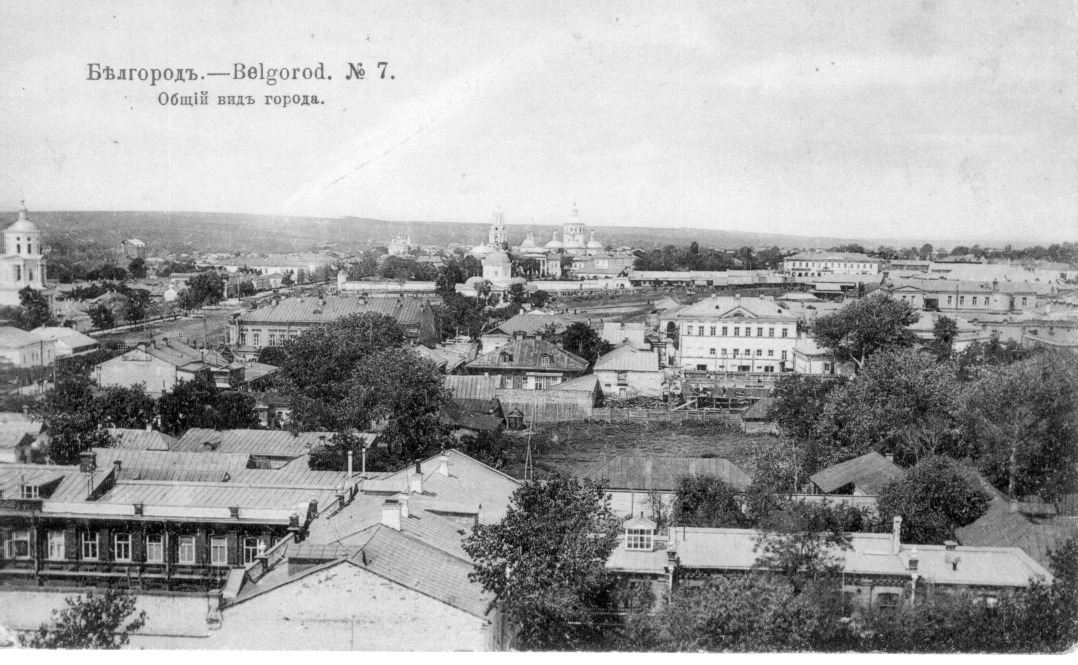
Общий вид Белгорода начала XX века

Со строительством железных дорог Курск-Харьков, Белгород-Волчанск и Белгород-Сумы расширились связи города с промышленными центрами и соседними уездами. В XX столетие Белгород вступил как крупный железнодорожный узел.
К началу XX века в Белгороде насчитывалось 17 храмов, 2 монастыря, 1 духовное училище.
С 1 сентября (ст.ст.) по 25 октября (ст.ст.) 1917 года в составе Российской республики. Далее началась Гражданская война в России 1918—1923 годов.
Белгород перешёл под контроль большевиков 26 октября (8 ноября) 1917 года. 11 апреля 1918 года город оказался под контролем сил Украинской Народной Республики. После заключения Брестского мира появилась разграничительная 20-километровая нейтральная полоса, между Белгородом и Курском. 6 марта 1918 года был принят новый закон об административном делении УНР на земли. Согласно Михайлу Грушевскому, Белгородский уезд должен был быть разделен: часть Белгородского уезда планировалось включить в состав Харьковской земли, а другая часть – в Донетчину с административным центром в городе Славянск. Придя к власти 29 апреля 1918 года, гетман Павел Скоропадский отменил предыдущее административно-территориальное деление и вернулся к губернскому делению времен Российской империи.
20 декабря 1918 года, после свержения Скоропадского, захвачен Красной Армией и вошёл в состав РСФСР. С 24 декабря 1918 года по 7 января 1919 года в Белгороде размещалось временное Рабоче-Крестьянское правительство Украины под руководством Г. Л. Пятакова. Город был временной столицей Украины.
С 23 июня по 7 декабря 1919 года город входил в состав белого Юга России и его занимала Добровольческая армия.
Зимой 1919 года между правительствами Украины и России возник конфликт по поводу границ, где Белгород играл важнейшую роль. Только 7 февраля 1919 Харьков официально признал территорию частью России (хоть и оспаривалось впоследствии украинскими большевиками вплоть до 1929 г.).
C декабря 1922 года в составе Российской Советской Федеративной Социалистической Республики Союза Советских Социалистических Республик.
С сентября 1925 года в Белгороде дислоцировался 163-й территориальный стрелковый полк 55-й Курской стрелковой дивизии. В сентябре 1939 года он был развернут в 185-ю стрелковую дивизию.
После революции и гражданской войны промышленность города начала быстро возрождаться. Уже к 1926 году она достигла довоенного уровня, что потребовало строительства электростанции в пойме Северского Донца. В 30-х годах возводится котлостроительный завод, расширяется сеть учебных и медицинских учреждений, увеличиваются темпы строительства жилья.
14 мая 1928 года, в связи с введением в стране нового административного деления, ликвидирован Белгородский уезд и Курская губерния. Белгород становится центром Белгородского округа Центрально-Чернозёмной области. В 1930 году после ликвидации системы округов Белгород становится районным центром. С 13 июня 1934 года Белгород включен в состав новообразованной Курской области.
2 марта 1935 года Президиум ВЦИК постановил выделить город Белгород Курской области в самостоятельную административно-хозяйственную единицу с непосредственным подчинением его Курскому облисполкому.
В 1935 году в Белгороде в заболоченной пойме Северского Донца началось строительство электростанции.

### Великая Отечественная война

Действия немецких войск с июня по декабрь 1941 года

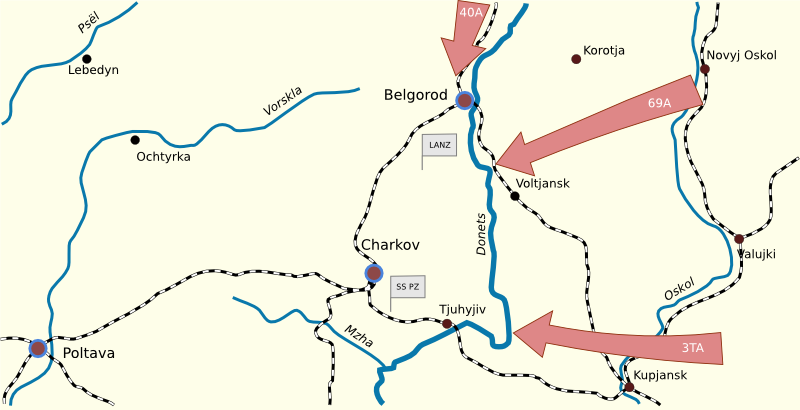
Карта действий советских войск во время первого освобождения города

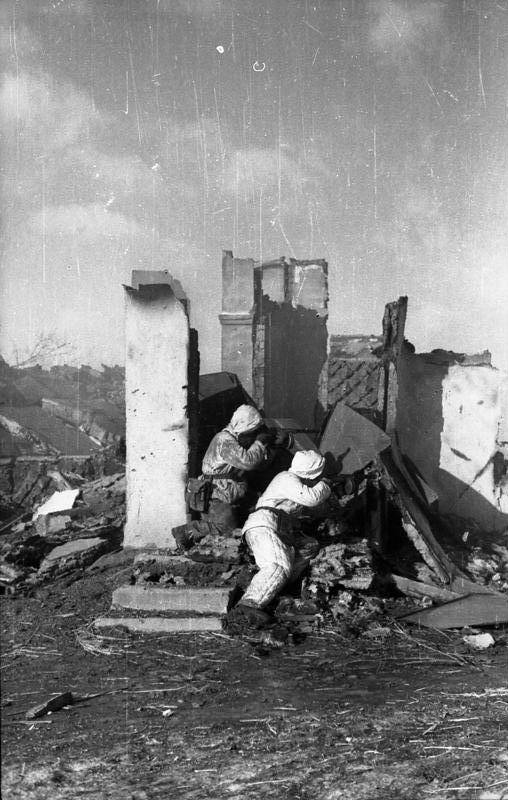
Бои в ходе первого освобождения города от нацистов в феврале 1943 года

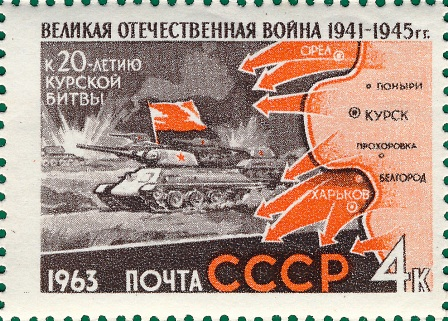
Почтовая марка СССР, посвящённая 20-летию Курской битвы, с картой летнего наступления войск советской армии

Во время Великой Отечественной войны в окрестностях Белгорода шли кровопролитные бои.
В результате немецкого наступления конца сентября — начала октября войска Юго-Западного фронта оказались охвачены с обоих флангов: противник глубоко вклинился в оборону соседних фронтов, причём глубина охвата составляла 60 — 200 километров, а связь со смежными соединениями была потеряна. В этих условиях 6 октября 1941 года командование Юго-Западного фронта приняло решение об отводе 40-й и 21-й армий на 45 — 50 километров на рубеж Сумы—Ахтырка—Котельва с целью прикрытия Белгорода и северных подступов к Харькову.
К 22 октября соединения Юго-Западного фронта стали сосредоточиваться на очередном промежуточном рубеже по линии река Сейм, исток Северского Донца, города Белгород, Харьков, Славянок. У западных подступов города советские войска в течение двух суток сдерживали натиск врага.
24 октября 1941 года, прорвав оборону 21-й советской армии, части 29-го армейского корпуса захватили Белгород.
Немецкий оккупационный режим превратил Белгород в мощный узел сопротивления. Вокруг города шёл кольцевой оборонительный обвод, созданный зимой 1941—1942 годов, по окраинам города была создана густая сеть ДЗОТов, все каменные постройки превращены в опорные пункты. В Сильный опорный пункт была превращена центральная электрическая станция Белгорода. Внутренние кварталы города гитлеровцы подготовили для ведения уличных боёв. На перекрёстках улиц были созданы баррикады, построены ДЗОТы, многие улицы и здания были заминированы. Северная и восточная части города были прикрыты большими полосами минных полей.
2 февраля 1943 года советские войска Воронежского фронта начали Харьковскую наступательную операцию «Звезда». Линия оборонительных сооружений, созданных противником на реке Оскол, на рубеже Старый Оскол, Новый Оскол и Валуйки, была прорвана, и Красная армия с упорными боями начала продвигаться в юго-западном направлении.
8 февраля 1943 года советские войска овладели западной частью Белгорода и оседлали все дороги к северо-западу, западу и югу от него. После того, как в районе станции Болховец (в настоящее время часть города) были разбиты вражеские части, пытающиеся прорваться из Белгорода, советские войска первый раз освободили Белгород от гитлеровцев 9 февраля 1943 года.
18 марта немецкая боевая группа Пайпера совершила бросок по шоссе Харьков — Курск и захватила Белгород, после чего немецкие войска перешли к обороне. После этого на всем фронте наступила пауза на период весенней распутицы.
Новые бои за Белгород завязались 5 августа 1943 года. 89-я гвардейская стрелковая дивизия 69-й армии, наступавшая с севера, частью сил в первой половине дня ворвалась в город и завязала уличные бои, начав обходить Белгород с северо-запада и запада, вдоль его окраин.
Части 305-й стрелковой дивизии полковника Васильева входящие в состав 7-й гвардейской армии генерала Шумилова при поддержке частей 5-й воздушной армиями, прорвав немецкую оборону по западному берегу Северского Донца, форсировали реку и во второй половине дня ворвались в юго-восточные кварталы Белгорода, а с запада город блокировали соединения 1-го механизированного корпуса 53-й армии.
К 18 часам, заблокировав все западные выходы из города, 89-я гвардейская стрелковая дивизия достигла южной окраины города. В это время Белгород в основном уже находился под контролем советских войск. Уличные бои по ликвидации оставшихся очагов сопротивления продолжались всю ночь. Пригородные слободы Пушкарная и Супруновка (в настоящее время часть города) были заняты утром 6 августа.
В боях за Белгород немцы потеряли 3200 солдат и офицеров, большое количество танков, орудий, миномётов, автомашин и другой боевой техники. Советскими сапёрами в районе города было снято 16 333 мины.
В честь освобождения Белгорода и Орла от немецких войск 5 августа 1943 года был дан салют в Москве. С тех пор Белгород является городом первого салюта, а 5 августа празднуется как день города.
За годы войны город был очень сильно разрушен, погибла почти вся историческая застройка города, не сохранилось ни одного целого здания. Во время оккупации десятки тысяч белгородцев были расстреляны в парке, который сейчас называется парк Памяти, сожжены на камышитовом заводе, замучены в застенках местного гестапо. Из 34 тысяч довоенного населения в городе осталось лишь 150 человек.

### Послевоенный период
В 1954 году город стал административным центром новообразованной Белгородской области. С этих времён начинается бурное развитие города как областного центра.
С конца 1940-х годов Белгород активно перестраивался. По проекту планировки центральной части (регулярная схема которой заложена генеральным планом 1768 года) в 1955 определено положение главной городской площади.
Во второй половине 1950-х годов меловые разработки уничтожили остатки первой Белгородской крепости, ещё сохранявшиеся на высоком береговом мысе правого берега Северского Донца. Тогда же навсегда исчез уникальный древнейший кремль Белгорода.
С превращением Белгорода в крупный промышленный центр стали формироваться новые жилые районы: с конца 1950-х годов в северном направлении и с конца 1960-х годов в южном и на Харьковской горе.
14 июля 1980 года через Белгород прошла эстафета олимпийского огня московской Олимпиады.
9 апреля 1980 года за мужество и стойкость, проявленные трудящимися города в годы Великой Отечественной войны, и за успехи, достигнутые в хозяйственном и культурном строительстве город награждён Орденом Отечественной войны I степени.

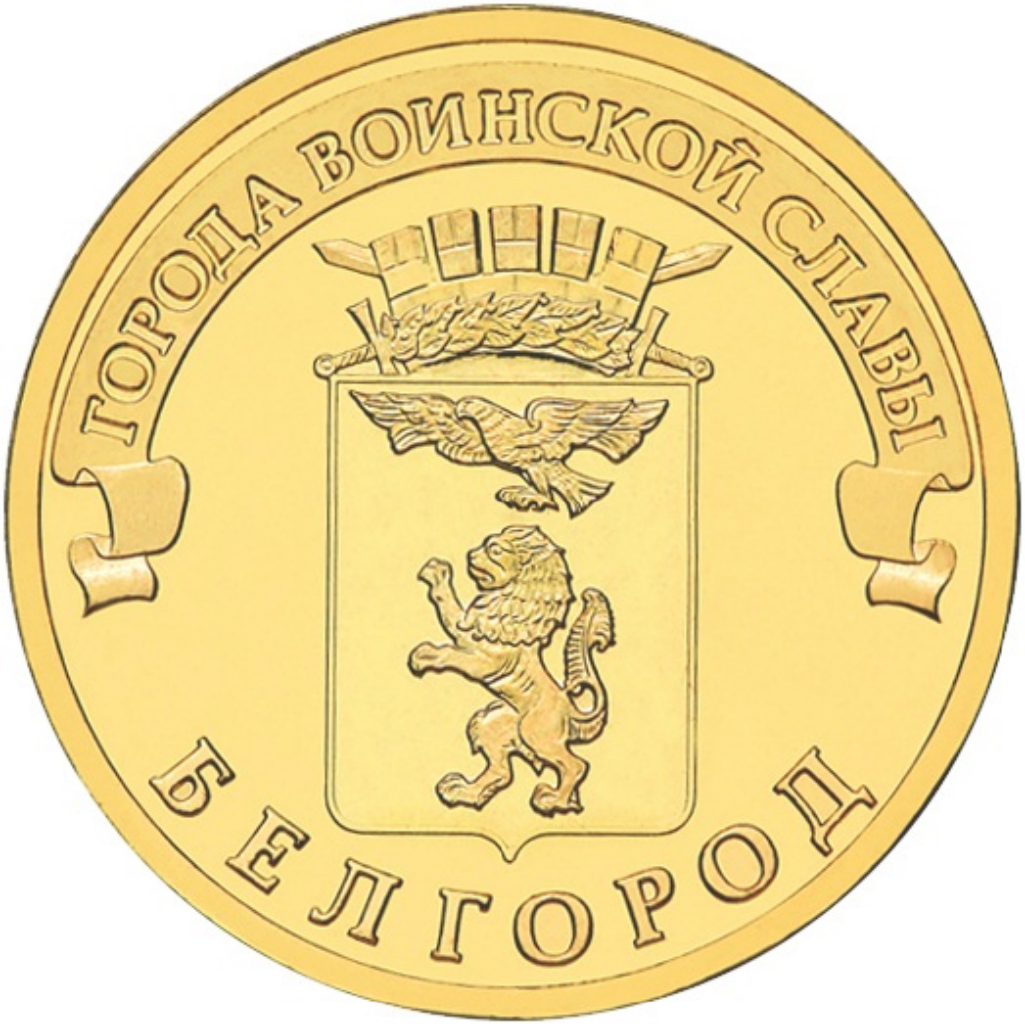
Города воинской славы: Белгород

16 мая 1995 года Центральный банк Российской Федерации выпустил серебряную монету «Памятники архитектуры России: 1000-летие основания г. Белгорода». Тираж составил 30 000 монет, а номинал — 3 рубля.

## XXI век
С начала 2000-х в городе ведется активное жилищное строительство. Благодаря активной градостроительной политике проводимой администрацией Белгорода выстроены тысячи квадратных метров жилья в многоэтажных домах, появились новые микрорайоны в границах улиц Есенина—Буденного—Бульвар Юности и Спортивная—60 лет Октября. Микрорайоны повышенной комфортности — «Улитка», «Юго-Западный», «Новосадовый», «Новый».
По итогам 2004 года Правительством Российской Федерации Белгороду присуждён диплом II степени всероссийского конкурса на звание «Самый благоустроенный город России» среди городов I категории.
2 октября 2006 года Московский монетный двор выпустил памятные монеты Центробанка России из серии «Древние города России», посвящ`нные Белгороду.
27 апреля 2007 года за мужество, стойкость и массовый героизм, проявленные защитниками города в борьбе за свободу и независимость Отечества Белгород удостоен почётного звание Российской Федерации «Город воинской славы» с вручением грамоты Президента России. В 2011 году Центробанк России отчеканил памятную недрагоценную 10-рублевую монету посвящ`нную Белгороду из серии «Города воинской славы».
23 июня 2011 года город Белгород удостоен высокой награды — диплома Совета Европы за выдающиеся успехи в продвижении идей европейского партнёрства и сотрудничества, развития международных контактов.
13 августа 2013 года введена в эксплуатацию новая Белгородская телекоммуникационная башня высотой 220,875 метров.
17 января 2014 года через Белгород прошла эстафета олимпийского огня сочинской Олимпиады.
Белгород — город с развитой инфраструктурой, научный, культурный, экономический и духовный центр Центрально-Чернозёмного района России. Город насчитывает 576 улиц, бульваров и проспектов, общей протяжённостью около 460 км. Также является крупным транспортным узлом России. Белгород неоднократно занимал первое место по чистоте и благоустроенности среди городов России с населением от 100 до 500 тыс. человек.

### Белгород после 24 февраля 2022 года

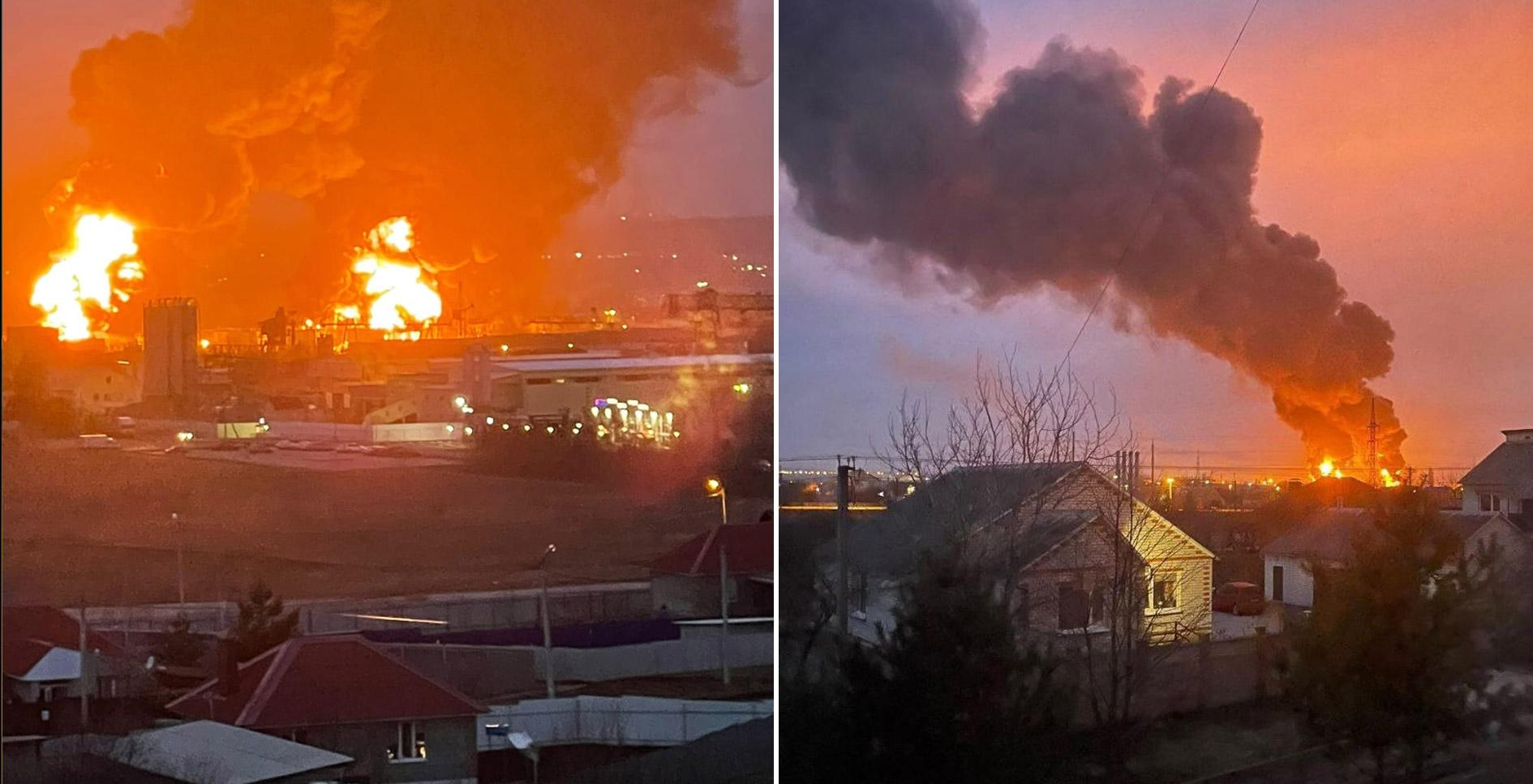
Пожар на нефтебазе в г. Белгород после серии взрывов (1 апреля 2023)

1 апреля 2022 года во время российского вторжения в Украину два украинских ударных вертолёта Ми-24 нанесли удар по нефтебазе, расположенной в городе, вследствие чего на нефтебазе возник пожар.
- Взрыв в Белгороде 20 апреля 2023 года
- Обстрел Белгорода 3 июля 2022 года

3 июля 2022 года по Белгороду были нанесены удары с украинской стороны. Ракеты были сбиты системой ПВО, но одна из ракет в повреждённом виде упала на жилой квартал на улице Маяковского и взорвалась. В результате взрыва погибло четыре человека, ещё четыре получили ранения. Было повреждено 70 домов, 13 из них подлежат сносу

.
20 апреля 2023 года в спальном районе Белгорода взорвалась авиабомба, которую сбросил на город российский военный самолёт Су-34. В министерстве обороны России назвали случившееся «нештатным сходом авиационного боеприпаса». В результате взрыва были повреждены жилые строения.
- Обстрел Белгорода 30 декабря 2023 года

4 января 2024 года украинский военный эксперт полковник Роман Свитан высказал своё мнение, что Белгород должен быть уничтожен, чтобы из белгородского аэропорта не запускали ракеты по Харькову, а жители города должны быть эвакуированы. 5 января 2024 года губернатор Белгородской области Вячеслав Гладков заявил, что власти готовы вывезти из Белгорода жителей, которые хотят покинуть город из-за обстрелов.
В Белгороде огораживают автобусные остановки фундаментными блоками, мешками с песком. Медикам пообещали выдать каски и бронежилеты, в Шебекино выдали каски и бронежилеты в мае 2023 года, хотя медики просили бронированные машины. Жителей учат оказывать первую помощь при ранениях.
- Обстрел Белгорода 15 февраля 2024 года

12 марта 2024 года в здание администрации Белгорода врезался украинский беспилотник, пострадали четыре человека. На жилых многоэтажных домах в Белгороде начали обозначать специальными наклейками подъезды, где можно укрыться во время ракетной опасности.
12 мая 2024 года в результате взрыва произошло разрушение подъезда десятиэтажного жилого дома, погибло 17 человек. Минобороны России обвиняет во взрыва Вооруженные силы Украины. 